# DKW F5
De DKW F5 is een kleine auto met voorwielaandrijving uit de compacte klasse die door de Duitse autoconstructeur DKW in 1935 op de markt gebracht werd als opvolger van de DKW F2 Reichsklasse en DKW F4 Meisterklasse. De DKW F5 werd net als alle andere DKW Frontwagens gebouwd in de Audi-fabriek in Zwickau.
De uiterlijke verschillen met zijn voorgangers waren minimaal, maar in plaats van een subframe bestaande uit stalen langsliggers met U-profiel had de F5 een ladderchassis dat volledig uit staal vervaardigd was. De onafhankelijke wielophanging met dwarsgeplaatste bladveren was aan de achterzijde ontworpen als een "zwevende as" door de bladveren hoger te monteren.
De wagens gebruikten de tweetakt-tweecilindermotoren van hun voorgangers. De Reichsklasse-motor van 584 cc leverde een vermogen van 13 kW (18 pk) en de Meisterklasse-motor van 692 cc had een vermogen van 15 kW (20 pk), goed voor een topsnelheid van respectievelijk 80 en 85 km/u. Het motorvermogen werd via een handgeschakelde drieversnellingsbak overgebracht naar de voorwielen.
Net als bij de voorgangers werd het nieuwe chassis uitgerust met een multiplex carrosserie die met kustleer bekleed was. De F5 was zowel in Reichs- als in Meisterklasse verkrijgbaar als tweedeurs sedan of cabriolet-sedan.
IN 1936 werden voor beide uitvoeringen volledige cabrio's aangeboden. Voor de Reichsklasse was dat de DKW Front Zweisitzer F5 K-600, een tweezitter met een kortere wielbasis. Voor de Meisterklasse was dat de DKW Front Luxus Cabriolet F5 700 met twee of vier zitplaatsen. Daarnaast was er ook nog de DKW Front Luxus Sport F5 K-700, een tweezitter roadster met een kortere wielbasis. De multiplex carrosserie van deze sportwagen was bekleed met plaatstaal in plaats van kunstleer.
De productie van de sedan eindigde in 1936, die van de sportwagen in 1937.

## Fotogalerij

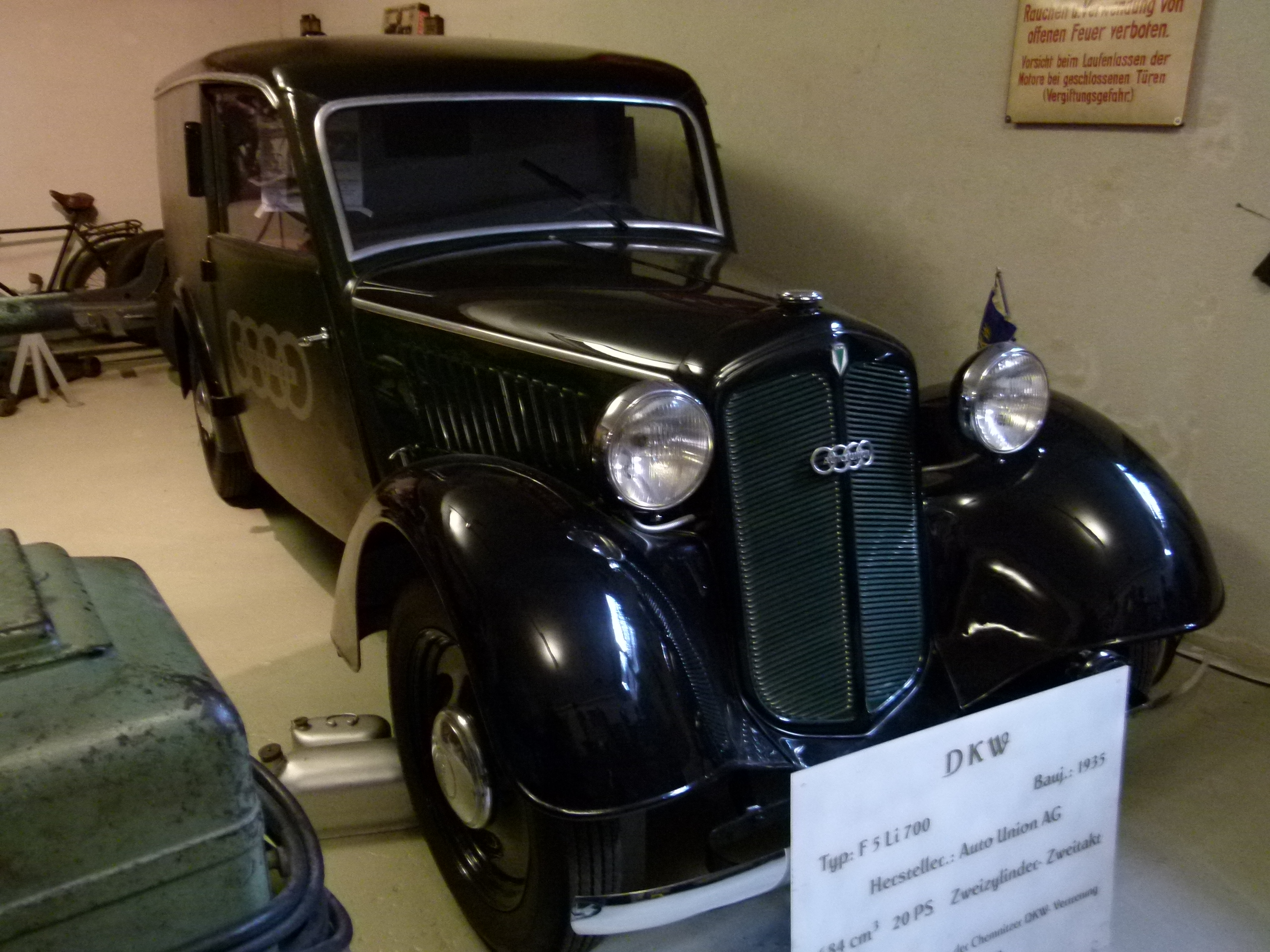
DKW F5 Li 700 bestelwagen (1935)
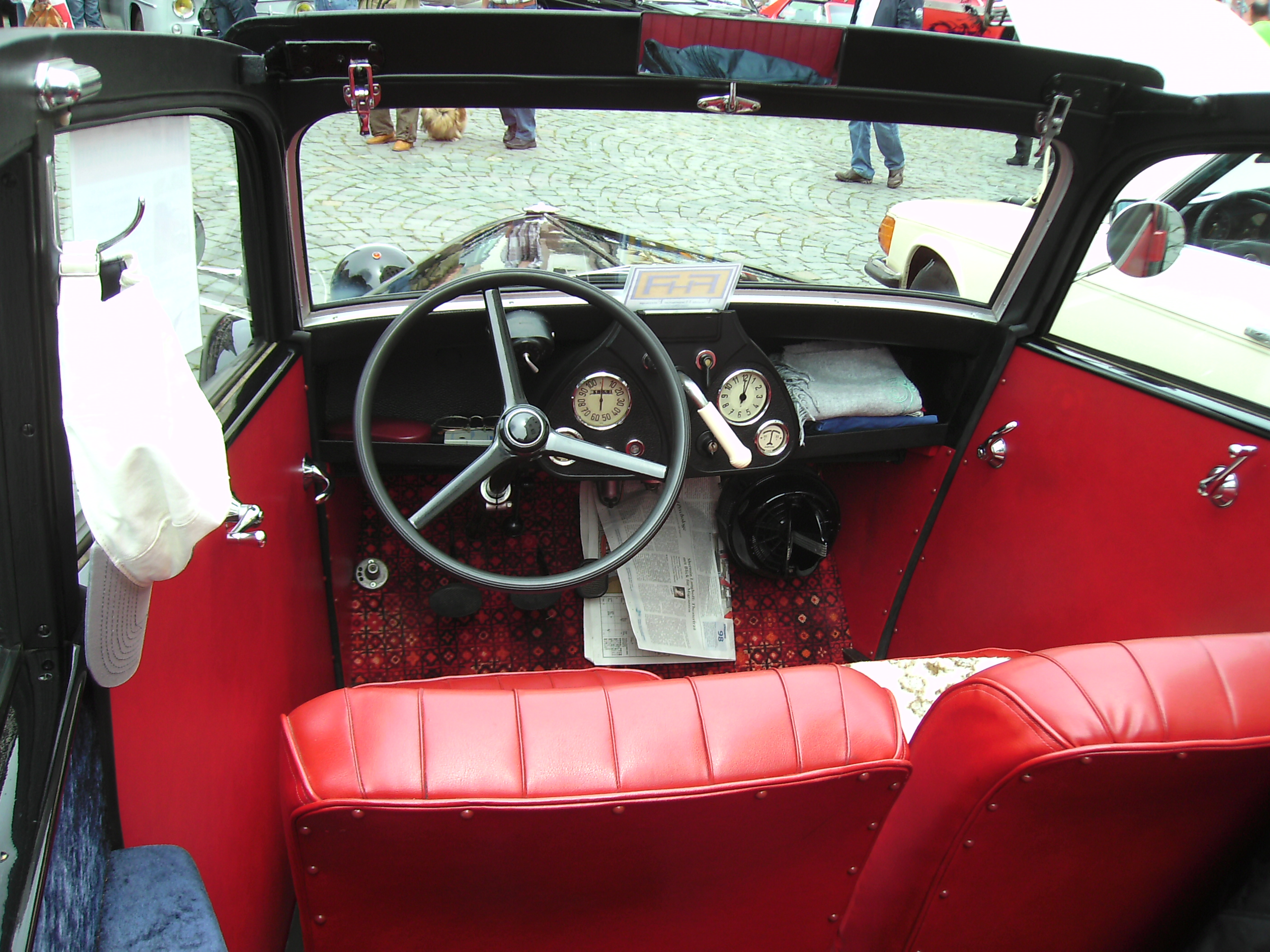
DKW F5 Meisterklasse, interieur (1936)
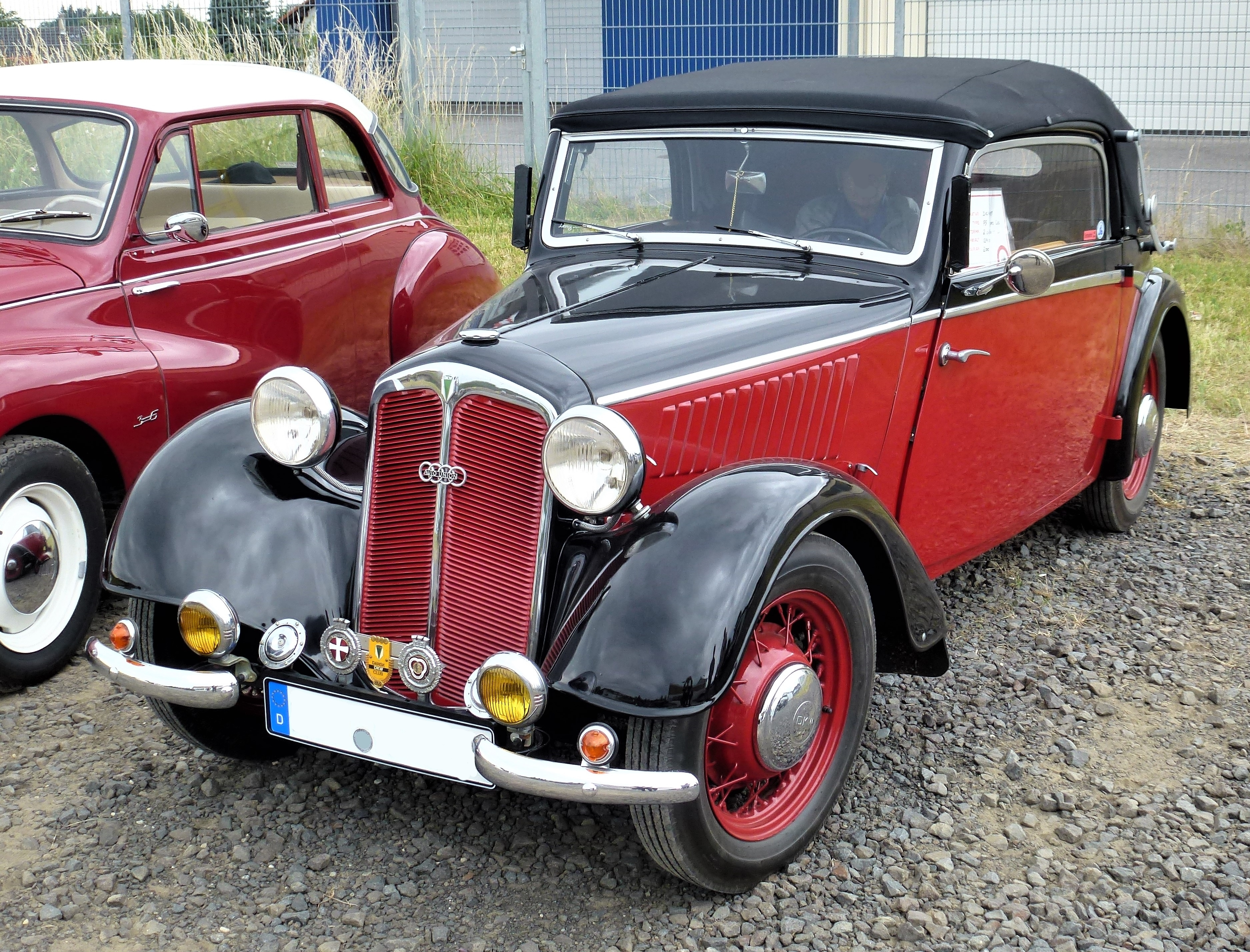
DKW F5 Front Luxus Cabriolet vierzitter (1937)
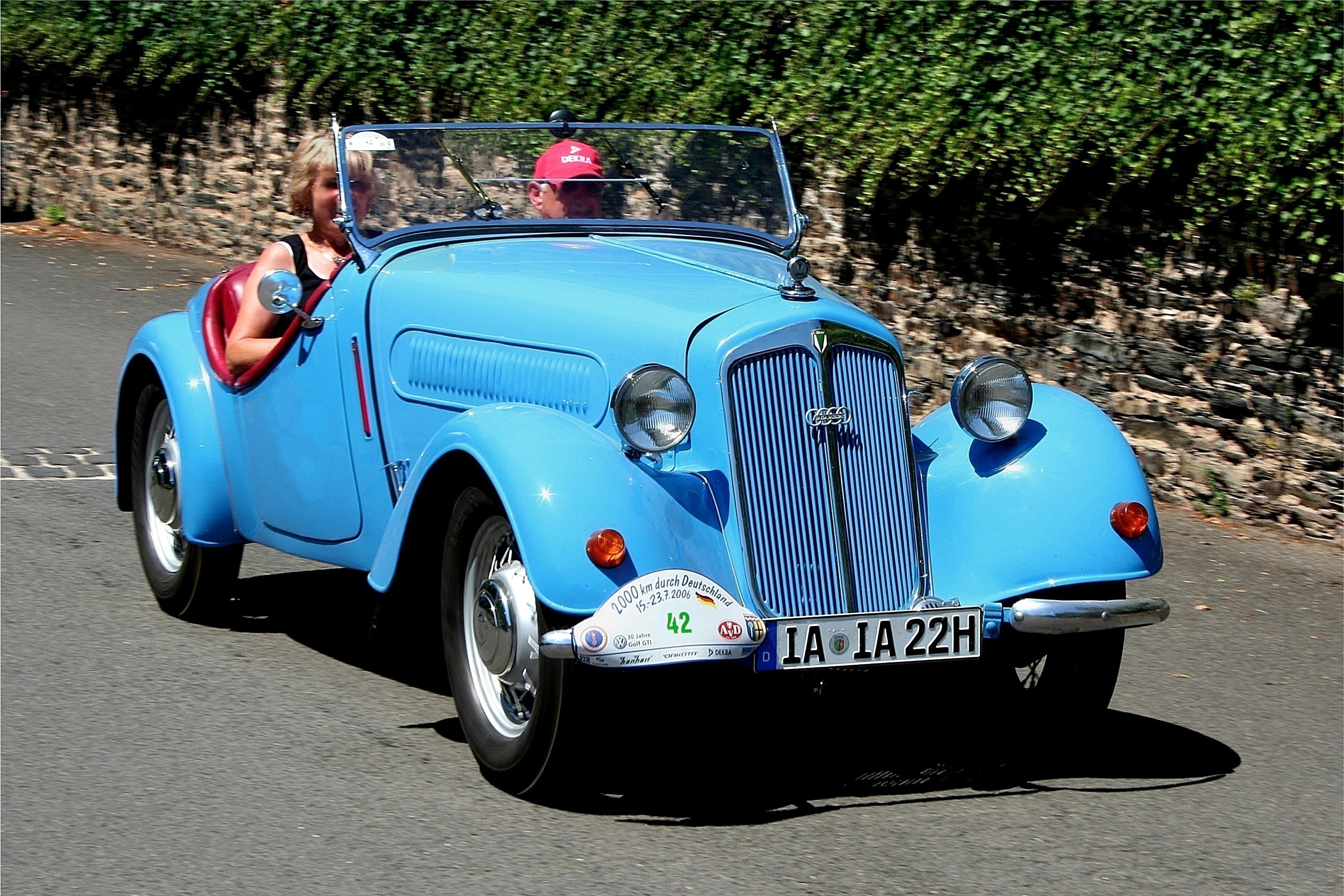
DKW F5 Roadster (1938)

Modellen voor 1945:
Type P · 
4=8 (V 800/V 1000/Sonderklasse/Schwebeklasse) · 
F1 · 
F2 · 
F4 · 
F5 · 
F7 · 
F8 · 
F9 (prototype)
Modellen na 1945:
F10 · 
Meisterklasse (F89) · 
Sonderklasse (F91) · 
3=6 (F93/94) · 
Monza · 
Junior · 
F11/F12 · 
F102
Terrein- en bedrijfswagens:
Munga (F91/4) · 
DKW Schnellaster · 
DKW F 1000 L
Merknaam Auto Union:
1000 · 
1000 Sp
Afgeleide modellen:
IFA F8 · 
IFA F9 · 
Audi F103